# Tommaso Rocchi
Tommaso Rocchi (Venezia, 19 settembre 1977) è un ex calciatore italiano, di ruolo attaccante, tecnico della formazione Primavera del Guidonia Montecelio.
Con 105 gol complessivi in 293 presenze con la maglia della Lazio, capitano dal 2008 al 2013, è sesto tra i migliori realizzatori di sempre della società laziale.

## Carriera

### Giocatore

#### Club

##### Gli esordi
Cresciuto nelle giovanili del Venezia, una volta giunto alla categoria Giovanissimi rinuncia a un contratto quadriennale offertogli dall'allora presidente lagunare Maurizio Zamparini, per trasferirsi all'età di 16 anni nella formazione Primavera della Juventus. Con i bianconeri vince tra le altre cose il Campionato Primavera 1993-1994, e viene poi inserito nella rosa della prima squadra per la stagione 1995-1996, senza però giocare alcuna partita col gruppo che trionfa in Champions League. La Juventus decide a fine stagione di mandare il giovane attaccante a farsi le ossa nelle serie minori.
Fino al campionato 1999-2000 ha giocato un totale di 121 partite in Serie C con le maglie di Pro Patria, Fermana, Como e Saronno, mettendo a segno un totale di 36 reti. Nei due anni successivi ha militato in Serie B con le squadre del Treviso e dell'Empoli, totalizzando 19 gol in 74 gare.

##### Empoli
Con la maglia dell'Empoli, Rocchi debutta in Serie A, disputando i campionati 2002-2003 e 2003-2004 (67 partite e 17 gol), dimostrando, soprattutto nella seconda stagione, notevoli capacità tecniche ed interessanti doti realizzative. Il 2004 inizia bene per l'attaccante veneziano che, il 18 gennaio, realizza il gol della storica vittoria empolese a San Siro contro l'Inter, e solo una settimana dopo è protagonista assoluto mettendo a segno una tripletta nella sfida tra Empoli e Juventus (3-3). Il 31 agosto è acquistato dalla Lazio in comproprietà per 1,3 mln di euro, vestendo la maglia numero 18 biancoceleste.

##### Lazio

###### 2004-2009
Dall'annata 2004-2005 milita nella Lazio del neo-presidente Claudio Lotito. Rocchi realizza il suo primo gol in campionato a Brescia (0-2) il 22 settembre 2004. Al termine della stagione saranno 13 le reti messe a segno in 35 partite di campionato, 2 gol in 5 gare di Coppa UEFA ed altrettante segnature in una sola partita di Coppa Italia; chiude totalizzando 17 reti in 41 partite, guadagnandosi definitivamente la fiducia del club romano che già in primavera si era assicurata l'altra metà del cartellino per 2,8 mln di euro versati all'Empoli. Il 6 gennaio 2005 realizza la rete del definitivo 3-1 nel Derby contro la Roma, rivale cittadina dei biancocelesti. In casa del Lecce realizza la prima tripletta con la maglia laziale. Appena arrivato dimostra subito un grande feeling, sia in campo che fuori, con il lazialissimo Paolo Di Canio, suo compagno di reparto e di stanza. Abile nelle fasi di possesso palla, l'attaccante veneziano si distingue anche per le fasi di non possesso, è capace di fare la seconda punta, si rivela un buon assist-man, in grado anche di giocare a sua volta con una seconda punta alle sue spalle, spesso riuscendo a realizzare reti da posizioni molto complicate.
Nella stagione 2005-2006 realizza un gol in Intertoto, competizione europea nella quale la Lazio arriva in semifinale, e ben 16 reti in campionato, con la Lazio che giunge sesta anche grazie ai gol del "numero 18" biancoceleste, che di nuovo risulta essere decisivo nella stracittadina d'andata, fissando il risultato sull'1-1. Il ruolino di marcia di Rocchi non cambia rispetto alla stagione precedente, difatti saranno nuovamente 17 i gol realizzati in 41 presenze. I numeri del bomber laziale sono entusiasmanti, tanto da essere schierato per la prima volta in Nazionale italiana dal CT Roberto Donadoni nell'amichevole contro la Croazia.
L'annata successiva vede la Lazio conquistare il terzo posto in campionato e Rocchi il suo record di marcature stagionali, realizzando 16 reti in Serie A da sommare alle 3 marcature messe a segno in altrettante partite di Coppa Italia (2 contro il Rende e 1 contro il Messina). Nella stagione 2007-2008 ricopre ancora il ruolo di centravanti titolare al fianco del macedone Goran Pandev, debuttando in Champions League, anche grazie ai suoi due goal rifilati alla Dinamo Bucarest nel 3º turno preliminare di qualificazione. Nella fase a gironi del torneo continentale mette a segno una doppietta contro il Werder Brema (2-1), ma fallisce ben tre calci di rigore durante la competizione (con Dinamo Bucarest, Werder Brema e Real Madrid).
Nonostante l'opaco inizio di campionato della squadra guidata da mister Delio Rossi, il bomber laziale realizza 14 reti, di cui alcune di pregevole fattura, su tutte quella del definitivo 2-1 rifilata nei minuti finali alla Sampdoria. Regala alla Lazio l'accesso alla semifinale di Coppa Italia mettendo a segno il gol del 2-1 in casa della Fiorentina. Il 20 febbraio 2008 rinnova il contratto legandosi per altri 5 anni alla società del presidente Lotito, legandosi praticamente a vita ai colori biancocelesti. Al termine dell'annata 2007-2008 ha raggiunto la doppia cifra nella classifica marcatori per il quinto anno consecutivo. Il 19 marzo 2008 vince il suo terzo Derby (3-2), segnando su calcio di rigore il suo quarto gol nella stracittadina. A causa dell'infortunio di Luciano Zauri, Rocchi scende spesso in campo con la fascia di capitano. Il 17 luglio la Lazio cede in prestito Zauri alla Fiorentina, e di conseguenza il centravanti veneto diventa capitano della squadra e chiude l'annata, così come il macedone Pandev, con un bottino di 19 reti messe a segno.

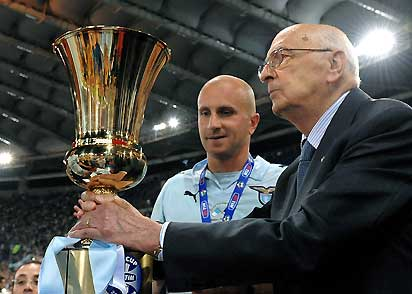
Da destra: il presidente della Repubblica Italiana, Giorgio Napolitano, consegna la Coppa Italia 2008-2009 al capitano laziale Rocchi.

Rocchi viene convocato come fuoriquota dalla Nazionale in occasione delle Olimpiadi di Pechino. Durante la gara Corea del Sud-Italia, dopo aver segnato la rete del momentaneo 2-0, il bomber laziale si infortuna gravemente alla gamba. È costretto a saltare le prime otto gare stagionali della Lazio (sei di campionato e due di Coppa Italia) e al suo rientro, avvenuto il 19 ottobre 2008, trova la sua squadra in testa alla classifica. Tuttavia i romani cadono 3-1 a Bologna e l'unica nota positiva è proprio il rientro con gol del capitano. Tre settimane più tardi realizza la prima doppietta stagionale (3-0 al Siena); comincia poi un periodo di cinque partite senza vittoria e senza segnare che allontanano Rocchi e compagni dalla vetta, fino al gol vittoria rifilato al Palermo. Il 3 marzo 2009, nel match Lazio-Juventus 2-1 di Coppa Italia, realizza il suo gol numero 80 con la maglia biancoceleste; cinque giorni dopo entra nel secondo tempo di Napoli-Lazio, realizzando la doppietta decisiva per lo 0-2 finale. Alza, in coppia con il vice-capitano Cristian Ledesma, la Coppa Italia 2008-2009, vinta ai calci di rigore nella finale contro la Sampdoria, gara in cui Rocchi tocca le 200 presenze ufficiali con la squadra romana.

###### 2009-2013
Nell'estate del 2009, il bomber biancoceleste sceglie di abbandonare dopo cinque anni la maglia numero 18 per indossare la gloriosa numero 9, che era stata in precedenza indossata da campioni del calibro di Silvio Piola, Giorgio Chinaglia e Bruno Giordano, suoi predecessori nella classifica dei migliori cannonieri della Lazio. L'8 agosto 2009, in occasione della finale di Supercoppa italiana a Pechino, realizza la rete del momentaneo 2-0: la gara finirà 2-1 per la Lazio ed il capitano può così alzare al cielo il suo secondo trofeo vinto con il club capitolino.
Nella gara d'esordio del campionato 2009-2010, giocata il 23 agosto contro l'Atalanta, realizza la sua prima rete stagionale, decisiva ai fini del risultato (1-0). Il 1º ottobre torna a segnare nelle coppe europee dopo due anni, battendo il portiere del Levski Sofia nel 4-0 rifilato dalle Aquile ai bulgari. Sempre in Europa League segna il gol del vantaggio laziale sul Villarreal al 92' della partita, terminata col risultato di 2-1 per i romani. La Lazio viene poi eliminata dalla competizione alla fase a gironi. Dopo un lungo digiuno realizzativo, Rocchi torna al gol contro il Livorno, in campionato, nella partita vinta 4-1. In Coppa Italia segna, nella gara unica dei quarti di finale, il secondo gol della Lazio nel 3-2 in favore della Fiorentina, risultato che sancisce l'eliminazione dei capitolini dalla competizione nazionale. Va a segno anche nel Derby di ritorno, in cui porta momentaneamente in vantaggio i biancocelesti, che verranno poi rimontati 2-1 dai giallorossi. Termina l'annata con 10 reti totali, 6 in campionato (con la Lazio giunta al 12º posto in classifica), 1 in Coppa Italia, 1 in Supercoppa Italiana e 2 in Europa League.
Nel campionato 2010-2011 realizza il primo gol stagionale in Lazio-Bologna (3-1) alla seconda giornata. Dopo un lungo infortunio, torna disponibile nel finale di campionato: torna al gol nel penultimo turno di campionato, realizzando la rete del 2-1 sul Genoa, partita che finirà poi 4-2 per i biancocelesti. Troverà nuovamente la via della rete anche otto giorni dopo, nell'ultima giornata di campionato, con il gol dell'1-0 sul Lecce in una partita finita poi 4-2 per la squadra romana: questo gol gli permetterà di portarsi a quota 77 gol in Serie A con la maglia della Lazio, agganciando così al terzo posto di questa speciale classifica Chinaglia e Puccinelli.
La stagione 2011-2012 si apre nel migliore dei modi per il capitano biancoceleste che, alla prima gara ufficiale dell'anno, va subito in rete nell'andata del play-off di Europa League contro i macedoni del Rabotnički, sconfitti dalle Aquile con un netto 6-0.
Nella gara di ritorno, terminata 3-1, realizza altre due reti, che lo proiettano a quota 99 realizzazioni complessive con la maglia della Lazio.
Il 30 ottobre 2011, alla decima giornata di campionato, fa il suo esordio contro il Cagliari, realizzando a due minuti dalla fine il gol del definitivo 0-3: con questa rete ha raggiunto i 100 gol con la maglia biancoceleste: è il quinto giocatore a riuscirci dopo Piola, Signori, Chinaglia e Giordano. Il 5 dicembre 2011 realizza la prima doppietta stagionale contro il Novara, sconfitto 3-0 dai capitolini.
Il bomber veneziano non si ferma, e in occasione degli ottavi di finale di Coppa Italia sigla il secondo dei tre gol che la Lazio rifilerà al Verona (3-2) dopo la rete di André Dias e prima del gol della vittoria siglato da Hernanes al 93'. La Lazio raggiunge così la qualificazione ai quarti di finale dove sarà eliminata dal Milan (3-1). Il 22 gennaio 2012 il capitano biancoceleste si ripete a San Siro portando in vantaggio la sua squadra contro l'Inter con un gran gol che però risulterà inutile ai fini del risultato (2-1 per i nerazzurri). Rocchi arriva a quota 105 reti complessive con la maglia della Lazio il 1º febbraio 2012, nella seconda giornata del girone di ritorno, quando la Lazio batte il Milan in campionato dopo 14 anni (all'Olimpico finisce 2-0). Suo il gol che chiude il match e porta l'attaccante della Lazio a sole tre lunghezze da Giordano.
A gennaio 2013, dopo tre presenze, decide di lasciare la squadra di cui è stato capitano e nella quale ha segnato 105 gol in 293 presenze in 9 stagioni, accettando l'offerta arrivata dall'Inter.

##### Inter
Il 4 gennaio 2013 l'Inter, tramite un comunicato apparso sul sito ufficiale, annuncia l'ingaggio a titolo definitivo di Rocchi per una cifra vicina ai 500.000 euro. Il 6 gennaio fa il suo esordio con la maglia nerazzurra nella partita persa per 3-0 contro l'Udinese. Il 7 aprile nella partita persa 3-4 contro l'Atalanta segna il suo primo gol con l'Inter, nonché il centesimo in Serie A. Il 21 aprile regala la vittoria all'Inter nella partita contro il Parma, con un gol all'82º minuto su assist di Jonathan. Il 19 maggio segna la sua terza rete, nell'ultima giornata di campionato persa 2-5 contro l'Udinese. In totale con l'Inter gioca 15 partite e segna 3 gol. A fine stagione il suo contratto giunge alla scadenza e non viene rinnovato.

##### Padova
Il 13 novembre 2013, il Padova informa di aver perfezionato il passaggio in biancoscudato dell'attaccante veneziano. Rocchi si lega alla società patavina con un contratto fino a giugno 2014. Viene convocato per la prima volta il 16 novembre nella sfida contro il Brescia terminata (0-0), tuttavia senza scendere in campo. Debutta il 20 dicembre nella partita contro il Pescara persa dai biancoscudati 1-0 entrando al minuto 75 al posto di Cristian Pasquato. Segna il suo primo gol stagionale il 24 gennaio 2014 nella sconfitta per 2-1 sul campo del Trapani.

##### Haladás, Tatabánya e ritiro
Nell'agosto 2014 firma per l'Haladás formazione ungherese che milita nella massima divisione. Il 13 settembre debutta in campionato nella sfida persa per 2-0 contro la Honvéd dei connazionali Vierchowod e Alcibiade, tre giorni dopo fa il suo debutto in coppa di lega contro il Siófok vincendo 2-0 e segnando entrambi i gol che permettono alla sua squadra di vincere e passare il turno. Il 5 ottobre segna il suo primo gol in campionato contribuendo alla vittoria per 2-0 ai danni del Lombard Pápa.
Dopo un breve periodo trascorso in tribuna a causa di un infortunio al ginocchio, ritorna a segnare in campionato il 2 maggio il gol del momentaneo 1-3 nella sfida interna contro il Dunaújváros che terminerà poi 1-4. Il 31 maggio all'ultima giornata di campionato mette il sigillo nella seconda rete nella partita che finirà poi 3-0 ai danni del Puskás Académy sancendo la definitiva salvezza nella massima serie del suo club. A fine stagione dopo 3 reti in 17 incontri rimane svincolato.
Dopo essere rimasto senza contratto, decide di rimanere un altro anno in Ungheria firmando un contratto annuale con il Tatabánya, militante in Nemzeti Bajnokság III, allenata da Bruno Giordano. Fa il suo esordio il 6 settembre 2015 nella sfida interna persa per 0-4 contro il Puskás Akadémy 2. Dopo un periodo di stop a causa di un risentimento muscolare riesce a segnare i suoi primi gol con il suo nuovo club mettendo a segno una doppietta che gli permette di raggiungere quota 200 gol in carriera nella vittoria per 5-1 contro il Sárvár. Successivamente, prima con una ricaduta dell'infortunio già patito e poi con le dimissioni di mister Giordano, nel resto della stagione non colleziona più nessuna presenza, finendo spesso in panchina e tribuna. Chiude la sua seconda stagione ungherese con 6 presenze e 2 reti ed il quinto posto finale in campionato. Sarà questa l'ultima annata sul campo per l'attaccante veneziano, il quale decide di appendere gli scarpini al chiodo.

#### Nazionale
Ha giocato in Nazionale sotto la gestione del CT Roberto Donadoni. Ha esordito a 28 anni, nella partita amichevole Italia-Croazia (0-2) del 16 agosto 2006 (prima partita dopo la vittoria dei Mondiali 2006, durante la quale non giocò nessun Campione del mondo, ad eccezione del portiere Marco Amelia). Successivamente Donadoni lo ha schierato all'Atleti Azzurri d'Italia di Bergamo in occasione della gara amichevole contro la Turchia e, a distanza di quasi un anno dalla prima convocazione, nella trasferta a Tórshavn contro le Isole Fær Øer nelle qualificazioni all'Europeo 2008.
Nel 2008 viene convocato da Pierluigi Casiraghi nella Nazionale Olimpica per partecipare alle Olimpiadi di Pechino come unico fuoriquota del gruppo azzurro. In questo torneo segna un gol contro la Corea del Sud, ma si procura una microfrattura al perone che lo costringe ad abbandonare la competizione dopo la seconda partita del girone. Il giocatore laziale confesserà in lacrime di aver voluto giocare nonostante un dolore al piede, e che l'aver dovuto lasciare il torneo olimpico gli ha causato una grande tristezza. Verrà successivamente sostituito da Antonio Candreva.

### Allenatore
Nell'estate 2016 inizia la carriera da allenatore nelle giovanili della Lazio, chiamato a guidare la squadra Giovanissimi Provinciali Fascia B delle Aquile, mentre la stagione successiva viene promosso su quella dell'Under-15 biancoceleste. Continua la sua esperienza nel vivaio laziale guidando la categoria Under-14, poi di nuovo l'Under-15, fino ad arrivare all'Under-18.
Nell'ottobre del 2022 consegue la licenza UEFA Pro, il massimo livello formativo per un allenatore.
Torna nell'autunno del 2023 nella squadra capitolina come allenatore della categoria Under-14.
Nell'estate 2025 firma un contratto col club del Guidonia Montecelio per allenare la formazione dell'under 19 nel Campionato Primavera 4.

## Statistiche

### Presenze e reti nei club
Statistiche aggiornate al 18 marzo 2016.
| Stagione        | Squadra         | Campionato      | Campionato | Campionato | Coppe nazionali | Coppe nazionali | Coppe nazionali | Coppe continentali | Coppe continentali | Coppe continentali | Altre coppe | Altre coppe | Altre coppe | Totale | Totale |
| Stagione        | Squadra         | Comp            | Pres       | Reti       | Comp            | Pres            | Reti            | Comp               | Pres               | Reti               | Comp        | Pres        | Reti        | Pres   | Reti   |
| --------------- | --------------- | --------------- | ---------- | ---------- | --------------- | --------------- | --------------- | ------------------ | ------------------ | ------------------ | ----------- | ----------- | ----------- | ------ | ------ |
| 1995-1996       | Juventus        | A               | 0          | 0          | CI              | 0               | 0               | UCL                | 0                  | 0                  | -           | -           | -           | 0      | 0      |
| 1996-1997       | Pro Patria      | C2              | 27         | 6          | CI              | 0               | 0               | -                  | -                  | -                  | -           | -           | -           | 27     | 6      |
| ago.-ott. 1997  | Fermana         | C1              | 4          | 0          | CI              | 0               | 0               | -                  | -                  | -                  | -           | -           | -           | 4      | 0      |
| 1997-1998       | Saronno         | C1              | 28         | 10         | CI              | 0               | 0               | -                  | -                  | -                  | -           | -           | -           | 28     | 10     |
| 1998-1999       | Como            | C1              | 32+2       | 11+1       | CI              | 0               | 0               | -                  | -                  | -                  | -           | -           | -           | 34     | 12     |
| 1999-2000       | Como            | C1              | 30         | 9          | CI              | 5               | 4               | -                  | -                  | -                  | -           | -           | -           | 35     | 13     |
| Totale Como     | Totale Como     | Totale Como     | 62+2       | 20+1       |                 | 5               | 4               |                    | -                  | -                  |             | -           | -           | 69     | 25     |
| 2000-2001       | Treviso         | B               | 37         | 8          | CI              | 1               | 0               | -                  | -                  | -                  | -           | -           | -           | 38     | 8      |
| 2001-2002       | Empoli          | B               | 37         | 11         | CI              | 4               | 1               | -                  | -                  | -                  | -           | -           | -           | 41     | 12     |
| 2002-2003       | Empoli          | A               | 34         | 6          | CI              | 7               | 1               | -                  | -                  | -                  | -           | -           | -           | 41     | 7      |
| 2003-2004       | Empoli          | A               | 33         | 11         | CI              | 2               | 0               | -                  | -                  | -                  | -           | -           | -           | 35     | 11     |
| ago. 2004       | Empoli          | B               | 0          | 0          | CI              | 1               | 0               | -                  | -                  | -                  | -           | -           | -           | 1      | 0      |
| Totale Empoli   | Totale Empoli   | Totale Empoli   | 104        | 28         |                 | 14              | 2               |                    |                    |                    |             |             |             | 118    | 30     |
| 2004-2005       | Lazio           | A               | 35         | 13         | CI              | 1               | 2               | CU                 | 5                  | 2                  | -           | -           | -           | 41     | 17     |
| 2005-2006       | Lazio           | A               | 37         | 16         | CI              | 1               | 0               | Int                | 3                  | 1                  | -           | -           | -           | 41     | 17     |
| 2006-2007       | Lazio           | A               | 36         | 16         | CI              | 3               | 3               | -                  | -                  | -                  | -           | -           | -           | 39     | 19     |
| 2007-2008       | Lazio           | A               | 36         | 14         | CI              | 4               | 1               | UCL                | 8                  | 4                  | -           | -           | -           | 48     | 19     |
| 2008-2009       | Lazio           | A               | 27         | 9          | CI              | 5               | 2               | -                  | -                  | -                  | -           | -           | -           | 32     | 11     |
| 2009-2010       | Lazio           | A               | 32         | 6          | CI              | 2               | 1               | UEL                | 5                  | 2                  | SI          | 1           | 1           | 40     | 10     |
| 2010-2011       | Lazio           | A               | 18         | 3          | CI              | 2               | 0               | -                  | -                  | -                  | -           | -           | -           | 20     | 3      |
| 2011-2012       | Lazio           | A               | 20         | 5          | CI              | 2               | 1               | UEL                | 7                  | 3                  | -           | -           | -           | 29     | 9      |
| 2012-gen. 2013  | Lazio           | A               | 3          | 0          | CI              | 0               | 0               | UEL                | 0                  | 0                  | -           | -           | -           | 3      | 0      |
| Totale Lazio    | Totale Lazio    | Totale Lazio    | 244        | 82         |                 | 20              | 10              |                    | 28                 | 12                 |             | 1           | 1           | 293    | 105    |
| gen.-giu. 2013  | Inter           | A               | 13         | 3          | CI              | 2               | 0               | UEL                | 0                  | 0                  | -           | -           | -           | 15     | 3      |
| 2013-2014       | Padova          | B               | 20         | 5          | CI              | 0               | 0               | -                  | -                  | -                  | -           | -           | -           | 20     | 5      |
| 2014-2015       | Haladás         | NBI             | 17         | 3          | MK+MKL          | 0+2             | 0+3             | -                  | -                  | -                  | -           | -           | -           | 19     | 6      |
| 2015-2016       | Tatabánya       | NBIII           | 6          | 2          | MK              | -               | -               | -                  | -                  | -                  | -           | -           | -           | 6      | 2      |
| Totale carriera | Totale carriera | Totale carriera | 664        | 168        |                 | 44              | 19              |                    | 28                 | 12                 |             | 1           | 1           | 637    | 200    |

### Cronologia presenze e reti in nazionale
| Cronologia completa delle presenze e delle reti in nazionale ― Italia | Cronologia completa delle presenze e delle reti in nazionale ― Italia | Cronologia completa delle presenze e delle reti in nazionale ― Italia | Cronologia completa delle presenze e delle reti in nazionale ― Italia | Cronologia completa delle presenze e delle reti in nazionale ― Italia | Cronologia completa delle presenze e delle reti in nazionale ― Italia | Cronologia completa delle presenze e delle reti in nazionale ― Italia | Cronologia completa delle presenze e delle reti in nazionale ― Italia |
| Data                                                                  | Città                                                                 | In casa                                                               | Risultato                                                             | Ospiti                                                                | Competizione                                                          | Reti                                                                  | Note                                                                  |
| --------------------------------------------------------------------- | --------------------------------------------------------------------- | --------------------------------------------------------------------- | --------------------------------------------------------------------- | --------------------------------------------------------------------- | --------------------------------------------------------------------- | --------------------------------------------------------------------- | --------------------------------------------------------------------- |
| 16-8-2006                                                             | Livorno                                                               | Italia                                                                | 0 – 2                                                                 | Croazia                                                               | Amichevole                                                            | -                                                                     | 57’                                                                   |
| 15-11-2006                                                            | Bergamo                                                               | Italia                                                                | 1 – 1                                                                 | Turchia                                                               | Amichevole                                                            | -                                                                     | 59’                                                                   |
| 2-6-2007                                                              | Tórshavn                                                              | Fær Øer                                                               | 1 – 2                                                                 | Italia                                                                | Qual. Euro 2008                                                       | -                                                                     | 86’                                                                   |
| Totale                                                                |                                                                       | Presenze                                                              | 3                                                                     |                                                                       | Reti                                                                  | 0                                                                     |                                                                       |

| Cronologia completa delle presenze e delle reti in nazionale ― Italia olimpica | Cronologia completa delle presenze e delle reti in nazionale ― Italia olimpica | Cronologia completa delle presenze e delle reti in nazionale ― Italia olimpica | Cronologia completa delle presenze e delle reti in nazionale ― Italia olimpica | Cronologia completa delle presenze e delle reti in nazionale ― Italia olimpica | Cronologia completa delle presenze e delle reti in nazionale ― Italia olimpica | Cronologia completa delle presenze e delle reti in nazionale ― Italia olimpica | Cronologia completa delle presenze e delle reti in nazionale ― Italia olimpica |
| Data                                                                           | Città                                                                          | In casa                                                                        | Risultato                                                                      | Ospiti                                                                         | Competizione                                                                   | Reti                                                                           | Note                                                                           |
| ------------------------------------------------------------------------------ | ------------------------------------------------------------------------------ | ------------------------------------------------------------------------------ | ------------------------------------------------------------------------------ | ------------------------------------------------------------------------------ | ------------------------------------------------------------------------------ | ------------------------------------------------------------------------------ | ------------------------------------------------------------------------------ |
| 22-7-2008                                                                      | Pistoia                                                                        | Italia olimpica                                                                | 1 – 1                                                                          | Romania under 21                                                               | Amichevole                                                                     | -                                                                              | 59’                                                                            |
| 10-8-2008                                                                      | Qinhuangdao                                                                    | Italia olimpica                                                                | 3 – 0                                                                          | Corea del Sud olimpica                                                         | Olimpiadi 2008 - 1º turno                                                      | 1                                                                              | 58’                                                                            |
| Totale                                                                         |                                                                                | Presenze                                                                       | 2                                                                              |                                                                                | Reti                                                                           | 1                                                                              |                                                                                |

## Palmarès

### Giocatore

#### Club

##### Competizioni giovanili
- Campionato Primavera: 1

Juventus: 1993-1994
- Torneo di Viareggio: 1

Juventus: 1994
- Coppa Italia Primavera: 1

Juventus: 1994-1995

##### Competizioni nazionali
- Coppa Italia: 1

Lazio: 2008-2009
- Supercoppa italiana: 1

Lazio: 2009

#### Individuale
- Miglior giocatore della Supercoppa italiana: 1

2009

## Filmografia
- Una cella in due, regia di Nicola Barnaba (2011)